# Jan Kleyna
| (131695) 2001 XS254 | 9 grudnia 2001  |
| (131696) 2001 XT254 | 9 grudnia 2001  |
| (131697) 2001 XH255 | 11 grudnia 2001 |
| (148975) 2001 XA255 | 9 grudnia 2001  |
| (469420) 2001 XP254 | 10 grudnia 2001 |
| (469421) 2001 XD255 | 9 grudnia 2001  |
| (524365) 2001 XQ254 | 10 grudnia 2001 |
| (524366) 2001 XR254 | 10 grudnia 2001 |
| 1.                  |                 |

Jan T. Kleyna − brytyjski astronom, pracownik naukowy Instytutu Astronomii Uniwersytetu Hawajskiego. Pracował z Davidem Jewittem i Scottem Sheppardem. Wraz z nimi odkrył 8 planetoid, a także kilkanaście księżyców Saturna, kilkanaście księżyców Jowisza i jeden księżyc Neptuna (Psamathe). W 2019 roku wraz z Marco Michelim odkrył kometę C/2019 LB7 (Kleyna).
Jego obszarem zainteresowania jest dynamika galaktyk.